# Δ15N
En geoquímica, hidrologia, paleoclimatologia i paleoceanografia, δ15N (pronunciat «delta N quinze») o delta-N-15, és una mesura de la proporció dels dos isòtops estables del nitrogen, 15N: 14N.

## Fórmules
Dues expressions molt similars per a δ15N s'utilitzen àmpliament en hidrologia. Totes dues tenen la forma 
{\displaystyle \delta ^{15}N={\Biggl (}{\frac {{\bigl (}{\frac {^{15}N}{^{14}N}}{\bigr )}_{mostra}}{{\bigl (}{\frac {^{15}N}{^{14}N}}{\bigr )}_{estandard}}}-1{\Biggr )}\cdot 1000\ ^{o}\!/\!_{oo}}
o
{\displaystyle \delta ^{15}N=1000{\frac {s-a}{a}}} ‰ (‰ = per mil o parts per mil), on s i a són les abundàncies relatives de 15N a la mostra i l'atmosfera respectivament.
La diferència és si l'abundància relativa és respecte a tot el nitrogen (és a dir, 14N més 15N), o només a 14N. Com que l'atmosfera terrestre conté 99,6337% 14N i 0,3663% 15N, a és 0,003663 en el primer cas i 0,003663/0,996337 = 0,003676 en el segon. Tanmateix s varia de manera semblant; per exemple, si a la mostra 15N és 0,385% i 14N és 99,615%, s és 0,003850 en el primer cas i 0,00385/0,99615 = 0,003865 en el segon. El valor de δ15N llavors és 51,05 ‰ en el primer cas i 51,38 ‰ en el segon, una diferència insignificant a la pràctica donat el rang típic de -20 a 80 per a δ15N.

## Aplicacions
Un ús del 15N és com a traçador per determinar el camí que segueixen els fertilitzants aplicats a qualsevol cosa, des de testos fins a grans superfícies de terreny. En un punt s'aplica fertilitzant enriquit en 15N en una mesura significativament diferent de la que predomina al sòl (que pot ser diferent de l'estàndard atmosfèric a) i després es controlen les variacions de δ15N en altres punts.
Una altra aplicació és l'avaluació de l'abocament d'aigües residuals humanes a masses d'aigua. L'abundància de 15N és més gran a les aigües residuals humanes que a les fonts naturals d'aigua. Per tant, δ15N al sediment bentònic dona una indicació de la contribució dels residus humans al nitrogen total del sediment. Els nuclis de sediments analitzats per a δ15N donen un registre històric d'aquests residus, amb mostres més antigues a més profunditat.
δ15N també s'utilitza per mesurar la longitud de la cadena tròfica i el nivell tròfic d'un organisme determinat. El nitrogen és un component de nutrients important per al metabolisme de les plantes, que també es produeix industrialment en forma de fertilitzants nitrogenats per tal d'augmentar el rendiment dels cultius. El nitrogen és utilitzat en forma d'aminoàcids per plantes i animals per construir proteïnes. Entra al cos dels herbívors a través de la cadena tròfica. Així, examinant δ15N, també es pot estudiar l'intercanvi de nitrogen entre plantes i animals. Els valors alts de δ15N es correlacionen positivament amb nivells tròfics més alts; de la mateixa manera, els organismes baixos de la cadena alimentària generalment presenten valors de δ15N més baixos. Els valors més alts de δ15N en els depredadors alfa generalment indiquen cadenes alimentàries més llargues. Per exemple, un estudi realitzat a la regió muntanyosa del mont Kilimanjaro va revelar una signatura de δ15N significativament alterada a causa del canvi climàtic i l'ús intensiu del terreny per al pasturatge. Tot i que normalment és de 3,5 ‰ allà, es van trobar valors de 6,5 ‰ a les regions greument afectades.